# Naia
Naia is de naam gegeven aan het skelet van een meisje, dat in 2007 door duikers in een grot in de buurt van Tulum in Yucatán is gevonden. Het meisje van ongeveer 15-16 jaar oud overleed ongeveer 12.000 jaar geleden door een val in het zinkgat van een karstgrot. Het gaat om een van de meest complete en oudste gevonden resten van homo sapiens in Amerika. Volgens onderzoekers bevestigt de vondst van Naia theorieën over de menselijke migratie naar de Amerika's via de Beringlandbrug.

## Ontdekking
Duikers vonden Naia in 2007 aan de oostkust van Yucatán in een veertig meter diepe grot, Hoyo Negro ('zwart gat'). Op het einde van de laatste ijstijd was de zeespiegel veel lager en lag de vindplaats op het vasteland. Door de val in het zinkgat kwam het meisje terecht in rustig en schoon water, waardoor haar overblijfselen uitzonderlijk goed bewaard zijn. Van de grote botten van het lichaam ontbreken alleen de handen en voeten en het gebit is volledig intact. Het meisje was omringd door de botten van tal van uitgestorven dieren als reusachtige grondluiaards, olifantachtigen en sabeltandkatten. 
De naam van het meisje verwijst naar de Naiaden, de waternimfen uit de Griekse mythologie. 

## Onderzoek
Genetisch onderzoek laat zien dat Naia verwant is aan de Amerikaanse indianen, die vanuit Siberië in Amerika terechtkwamen. Haar gelaatstrekken wijken echter af van de moderne indianen. Het hoofd is smal met wijd uitstaande ogen, een laag voorhoofd, een platte neus en vooruitstekend gebit. Dat duidt erop dat de verandering in uiterlijke kenmerken bij de oorspronkelijke bevolking in Amerika zelf is ontstaan. 